# روبرت كامبل إيتكن
روبرت كامبل إيتكن هو مهندس كهربائي كندي، ولد في 21 أبريل 1963.